# Pós-modernismo
O pós-modernismo é um amplo movimento que se desenvolveu em meados do século XX através da filosofia, das artes, da arquitetura e da crítica, marcando um afastamento do modernismo. O termo tem sido aplicado de maneira mais geral para descrever uma era histórica que se segue à modernidade e às tendências dessa era.
O pós-modernismo é geralmente definido por uma atitude de ceticismo, ironia ou rejeição em relação ao que descreve como as grandes narrativas e ideologias associadas ao modernismo, muitas vezes criticando a racionalidade do Iluminismo e concentrando-se no papel da ideologia na manutenção do poder político ou econômico, principalmente na filosofia pós-moderna do pós-estruturalismo. Pensadores pós-modernos frequentemente descrevem reivindicações de conhecimento e sistemas de valores como contingentes ou socialmente condicionados, descrevendo-os como produtos de discursos e hierarquias políticas, históricas ou culturais. Alvos comuns da crítica pós-moderna incluem ideias universalistas de realidade objetiva, moralidade, verdade, natureza humana, razão, ciência, linguagem e progresso social. Assim, o pensamento pós-moderno é amplamente caracterizado por tendências à autoconsciência, autorreferencialidade, relativismo epistemológico e moral, pluralismo e irreverência.
As abordagens críticas pós-modernas foram adquiridas nas décadas de 1980 e 1990 e foram adotadas em várias disciplinas acadêmicas e teóricas, incluindo estudos culturais, filosofia da ciência, economia, linguística, arquitetura, teoria feminista e crítica literária, além de movimentos artísticos em áreas como literatura, arte contemporânea e música. O pós-modernismo é frequentemente associado a pensamentos pós-estruturalistas como desconstrução e crítica institucional, além de filósofos como Jean-François Lyotard, Jacques Derrida e Fredric Jameson.
As críticas ao pós-modernismo são intelectualmente diversas e incluem argumentos de que o pós-modernismo promove obscurantismo, não tem sentido e que nada acrescenta ao conhecimento analítico ou empírico.

## Visão geral
O pós-modernismo, referindo-se em geral à vertente filosófica do pós-estruturalismo, é uma postura intelectual ou modo de discurso definido por uma atitude de ceticismo em relação ao que descreve como as grandes narrativas e ideologias do modernismo, bem como a oposição à certeza epistêmica e à estabilidade do significado. Ele questiona ou critica pontos de vista associados à racionalidade do Iluminismo que remontam ao século XVII, e é caracterizada por ironia, ecletismo e sua rejeição à "validade universal" de oposições binárias, identidade estável, hierarquia e categorização. O pós-modernismo está associado ao relativismo e a um enfoque sobre a ideologia na manutenção do poder econômico e político. Os pós-modernistas geralmente são "céticos em relação a explicações que afirmam ser válidas para todos os grupos, culturas, tradições ou raças" e descrevem a verdade como relativa. Pode ser descrito como uma reação contra tentativas de explicar a realidade de maneira objetiva, alegando que a realidade é um constructo mental. O acesso a uma realidade não mediada ou ao conhecimento objetivamente racional é rejeitado com o argumento de que todas as interpretações dependem de quando são feitas; como tal, afirmações de fato objetivo são descartadas como "realismo ingênuo".
O pensamento pós-moderno baseia-se na teoria crítica, que considera os efeitos da ideologia, da sociedade e da história na cultura. O pós-modernismo e a teoria crítica geralmente criticam as ideias universalistas de realidade objetiva, moralidade, verdade, natureza humana, razão, linguagem e progresso social.
Inicialmente, o pós-modernismo era um modo de discurso sobre literatura e crítica literária, comentando a natureza do texto literário, significado, autor e leitor, escrita e leitura. O pós-modernismo se desenvolveu em meados do século XX, através da filosofia, das artes, da arquitetura e da crítica como partida ou rejeição do modernismo.  As abordagens pós-modernistas foram adotadas em uma variedade de disciplinas acadêmicas e teóricas, incluindo ciência política, teoria da organização, estudos culturais, filosofia da ciência, economia, linguística, arquitetura, teoria feminista e crítica literária, bem como movimentos artísticos em áreas como literatura e música. Como prática crítica, o pós-modernismo emprega conceitos como hiperrealidade, simulacro, traço e diferença, e rejeita princípios abstratos em favor da experiência direta.
As críticas ao pós-modernismo são intelectualmente diversas e incluem argumentos de que o pós-modernismo promove o obscurantismo, não tem sentido e nada acrescenta ao conhecimento analítico ou empírico. Alguns filósofos, começando com o filósofo pragmatista Jürgen Habermas, dizem que o pós-modernismo se contradiz através da auto-referência (autocontradição performativa), pois sua crítica seria impossível sem os conceitos e métodos que a razão moderna fornece. Vários autores criticaram o pós-modernismo, ou tendências sob o guarda-chuva pós-moderno, como abandonando o racionalismo do Iluminismo ou o rigor científico.

## Origens do termo
O termo pós-moderno foi usado pela primeira vez em 1870. John Watkins Chapman sugeriu "um estilo pós-moderno de pintura" como uma maneira de se afastar do impressionismo francês. J. M. Thompson, em seu artigo de 1914 no The Hibbert Journal (uma revista filosófica trimestral), usou-o para descrever mudanças de atitudes e crenças na crítica da religião, escrevendo: "A razão de ser do pós-modernismo é escapar da mentalidade dúbia do Modernismo, sendo minuciosa em suas críticas, estendendo-a à religião e à teologia, aos sentimentos católicos e à tradição católica".
Em 1942, H. R. Hays descreveu o pós-modernismo como uma nova forma literária.
Em 1926, Bernard Iddings Bell, presidente do St. Stephen's College (hoje Bard College), publicou o Postmodernism and Other Essays, marcando o primeiro uso do termo para descrever o período histórico após a modernidade. O ensaio critica as normas, atitudes e práticas socioculturais remanescentes da Era do Iluminismo. Também prevê as principais mudanças culturais em direção à pós-modernidade e (sendo um padre anglo-católico) sugere a religião ortodoxa como uma solução. No entanto, o termo pós-modernidade foi usado pela primeira vez como teoria geral de um movimento histórico em 1939 por Arnold J. Toynbee: "Nossa própria era pós-moderna foi inaugurada pela guerra geral de 1914 a 1918".

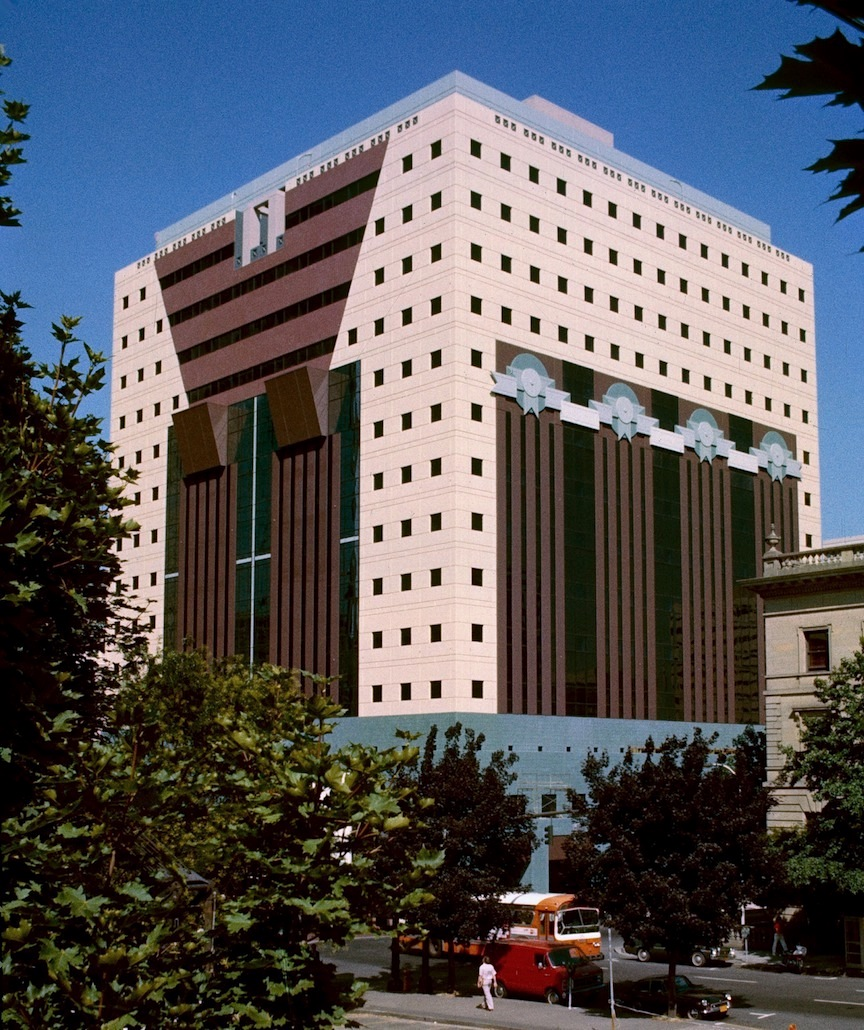
Edifício Portland (1982), do arquiteto Michael Graves, um exemplo da arquitetura pós-moderna

Em 1949, o termo foi usado para descrever uma insatisfação com a arquitetura moderna e levou ao movimento da arquitetura pós-moderna em resposta ao movimento arquitetônico modernista conhecido como Estilo Internacional. O pós-modernismo na arquitetura foi inicialmente marcado por um ressurgimento do ornamento de superfície, referência a prédios vizinhos em ambientes urbanos, referência histórica em formas decorativas (ecletismo) e ângulos não ortogonais.
Em 1966, Mário Pedrosa descreveu a pop art como pós-modernismo.
O autor Peter Drucker sugeriu que a transformação em um mundo pós-moderno ocorreu entre 1937 e 1957 e a descreveu como uma "era sem nome", caracterizada como uma mudança para um mundo conceitual baseado em padrão, propósito e processo, e não em uma causa mecânica. Essa mudança foi delineada por quatro novas realidades: o surgimento de uma Sociedade Educada, a importância do desenvolvimento internacional, o declínio do Estado-nação e o colapso da viabilidade de culturas não ocidentais.
Em 1971, em uma palestra proferida no Instituto de Arte Contemporânea de Londres, Mel Bochner descreveu o "pós-modernismo" na arte como tendo começado com Jasper Johns, "que primeiro rejeitou os dados dos sentidos e o ponto de vista singular como a base para sua arte e tratou a arte como uma investigação crítica".
Em 1996, Walter Truett Anderson descreveu o pós-modernismo como pertencendo a uma das quatro visões de mundo tipológicas que ele identifica como:
(a) Pós-moderno-ironista, que vê a verdade como socialmente construída.
(b) Racional científica, em que a verdade é definida por meio de investigação metódica e disciplinada.
(c) Social-tradicional, em que a verdade é encontrada na herança da civilização americana e ocidental.
(d) Neo-Romântica, em que a verdade é encontrada através da obtenção de harmonia com a natureza ou da exploração espiritual do eu interior.

## História
As características básicas do que hoje é chamado de pós-modernismo podem ser encontradas desde a década de 1940, principalmente nas obras de artistas como Jorge Luis Borges. No entanto, a maioria dos estudiosos hoje concorda que o pós-modernismo começou a competir com o modernismo no final da década de 1950 e ganhou ascendência sobre ele na década de 1960. Desde então, o pós-modernismo tem sido uma força poderosa, embora não incontestável, na arte, literatura, cinema, música, teatro, arquitetura, história e filosofia continental.
As principais características do pós-modernismo incluem tipicamente o jogo irônico com estilos, citações e níveis narrativos, um ceticismo metafísico ou niilismo em relação a uma "grande narrativa" da cultura ocidental e uma preferência pelo virtual no mundo em detrimento do real (ou mais precisamente, um questionamento fundamental sobre o que 'o real' constitui).
Desde o final dos anos 90, tem havido um sentimento crescente na cultura popular e na academia de que o pós-modernismo "saiu de moda". Outros argumentam que o pós-modernismo está morto no contexto da produção cultural atual.

## Teorias e derivados

### Estruturalismo e pós-estruturalismo
O estruturalismo foi um movimento filosófico desenvolvido pelos acadêmicos franceses na década de 1950, em parte em resposta ao existencialismo francês, e muitas vezes interpretado em relação ao modernismo e ao alto modernismo. Entre os pensadores que foram chamados estruturalistas estão o antropólogo Claude Lévi-Strauss, o linguista Ferdinand de Saussure, o filósofo marxista Louis Althusser e o semiótico Algirdas Greimas. Os primeiros escritos do psicanalista Jacques Lacan e do teórico literário Roland Barthes também foram chamados estruturalistas. Aqueles que começaram como estruturalistas, mas se tornaram pós-estruturalistas incluem Michel Foucault, Roland Barthes, Jean Baudrillard e Gilles Deleuze. Outros pós-estruturalistas incluem Jacques Derrida, Pierre Bourdieu, Jean-François Lyotard, Julia Kristeva, Hélène Cixous e Luce Irigaray. Os teóricos, críticos e intelectuais culturais americanos que eles influenciaram incluem Judith Butler, John Fiske, Rosalind Krauss, Avital Ronell e Hayden White.
Como os estruturalistas, os pós-estruturalistas partem do pressuposto de que a identidade, os valores e as condições econômicas das pessoas se determinam, em vez de possuir propriedades intrínsecas que possam ser entendidas isoladamente. Assim, os estruturalistas franceses se consideravam defensores do relativismo e do construcionismo. Mas eles, no entanto, tendiam a explorar como os sujeitos de seu estudo poderiam ser descritos, redutivamente, como um conjunto de relacionamentos essenciais, esquemas ou símbolos matemáticos. (Um exemplo é a formulação algébrica de transformação mitológica de Claude Lévi-Strauss em "The Structural Study of Myth").
As ideias pós-modernas na filosofia e na análise da cultura e da sociedade expandiram a importância da teoria crítica. Elas têm sido o ponto de partida para obras de literatura, arquitetura e design, além de serem visíveis em marketing/negócios e na interpretação de história, direito e cultura, a partir do final do século XX. Esses desenvolvimentos—reavaliação de todo o sistema de valores ocidental (amor, casamento, cultura popular, mudança da economia industrial para a economia de serviços) que ocorreu desde as décadas de 1950 e 1960, com um pico nos eventos de maio de 1968—são descritos com o termo "pós-modernidade", em oposição ao pós-modernismo, um termo que se refere a uma opinião ou movimento. O pós-estruturalismo é caracterizado por novas formas de pensar através do estruturalismo, ao contrário da forma original.

### Desconstrução
Uma das preocupações pós-modernistas pós-estruturalistas mais conhecidas é a "desconstrução", uma teoria para filosofia, crítica literária e análise textual desenvolvida por Jacques Derrida. Os críticos insistiram que o trabalho de Derrida está enraizado em uma declaração encontrada em Da Gramatologia: "Il n'y a pas de hors-texte" (não há fora-do-texto). Tais críticos interpretam mal a afirmação como negando qualquer realidade fora dos livros. A afirmação é na verdade parte de uma crítica das metáforas "dentro" e "fora" quando se refere ao texto, e é corolário da observação de que também não existe um "interior" no texto. Essa atenção à dependência não reconhecida de um texto de metáforas e figuras embutidas em seu discurso é característica da abordagem de Derrida. O método de Derrida algumas vezes envolve demonstrar que um determinado discurso filosófico depende de oposições binárias ou excluir termos que o próprio discurso declarou ser irrelevante ou inaplicável. A filosofia de Derrida inspirou um movimento pós-moderno chamado desconstrutivismo entre arquitetos, caracterizado pelo design que rejeita os "centros" estruturais e incentiva o jogo descentralizado entre seus elementos. Derrida interrompeu seu envolvimento com o movimento após a publicação de seu projeto colaborativo com o arquiteto Peter Eisenman em Chora L Works: Jacques Derrida and Peter Eisenman.

### Pós-pós-modernismo
Algumas produções que evidenciaram superação e diferenciação do pós-modernismo foram desenvolvidas por volta das décadas de 80 e 90 e alguns tentaram divisar uma demarcação de era com o termo "pós-pós-modernismo", por exemplo a caracterização de "pós-pós-moderno" usada por George Ritzer em 1997 para a produção O Império do Efêmero (1984) de Lipovetsky, ou o que se encontra no intuito das obras de David Foster Wallace; no entanto, alguns vêem esse termo não somente como ruptura mas também na continuidade do movimento pós-modernista a partir da primeira década do novo milênio.
Mais recentemente, o metamodernismo, o pós-pós-modernismo e a "morte do pós-modernismo" foram amplamente debatidos: em 2007, Andrew Hoberek observou em sua introdução a uma edição especial da revista Twentieth Century Literature intitulada "After Postmodernism" que "declarações da morte do pós-modernismo se tornaram um lugar comum crítico". Um pequeno grupo de críticos apresentou uma série de teorias que visam descrever a cultura ou a sociedade nas supostas consequências do pós-modernismo, principalmente Raoul Eshelman (performatismo), Gilles Lipovetsky (hipermodernidade), Nicolas Bourriaud (altermoderno) e Alan Kirby (digimodernismo, anteriormente chamado de pseudo-modernismo). Até o momento, nenhuma dessas novas teorias ou rótulos ganhou aceitação muito difundida.

## Filósofos

### Pós-estruturalistas
Na década de 1970, um grupo de pensadores na França desenvolveu uma crítica radical da filosofia moderna, com raízes discerníveis em Nietzsche, Kierkegaard e Heidegger, e ficaram conhecidos como teóricos pós-modernos chamados pós-estruturalistas, incluindo Jacques Derrida, Michel Foucault, Jean-François Lyotard, Jean Baudrillard, e outros. Novos e desafiadores modos de pensar e escrever impulsionaram o desenvolvimento de novas áreas e tópicos em filosofia. Na década de 1980, isso se espalhou pela América (Richard Rorty) e pelo mundo.

#### Jacques Derrida
Jacques Derrida foi um filósofo francês mais conhecido por desenvolver uma forma de análise semiótica conhecida como desconstrução, que ele discutiu em numerosos textos e desenvolveu no contexto da fenomenologia. Ele é uma das principais figuras associadas ao pós-estruturalismo e à filosofia pós-moderna.
Derrida reexaminou os fundamentos da escrita e suas consequências para a filosofia em geral; procurou minar a linguagem da "presença" ou da metafísica em uma técnica analítica que, começando como um ponto de partida da noção de Destruktion de Heidegger, passou a ser conhecida como desconstrução.

#### Michel Foucault
Michel Foucault foi um filósofo francês, historiador de ideias, teórico social e crítico literário. Primeiro associado ao estruturalismo, Foucault criou uma obra que hoje é vista como pertencente ao pós-estruturalismo e à filosofia pós-moderna. Considerado uma das principais figuras da chamada "French Theory", seu trabalho continua frutífero no mundo acadêmico de língua inglesa e em países influenciados, por exemplo os de línguas neolatinas, em um grande número de sub-disciplinas. O Times Higher Education Guide o descreveu em 2009 como o autor mais citado em ciências humanas.
Michel Foucault introduziu conceitos como 'regime discursivo', ou re-invocou os de filósofos mais antigos, como 'episteme' e 'genealogia', a fim de explicar a relação entre significado, poder e comportamento social dentro das ordens sociais (ver As Palavras e as Coisas, A Arqueologia do Saber, Vigiar e Punir, e História da Sexualidade).

#### Jean-François Lyotard
Jean-François Lyotard é creditado como o primeiro a usar o termo em um contexto filosófico, em seu trabalho de 1979, A condição pós-moderna. Nele, ele segue o modelo de jogos de linguagem de Wittgenstein e a teoria dos atos de fala, contrastando dois jogos de linguagem diferentes, o do especialista e o do filósofo. Ele fala sobre a transformação do conhecimento em informação na era do computador e compara a transmissão ou recepção de mensagens codificadas (informação) a uma posição dentro de um jogo de linguagem.

#### Richard Rorty
Richard Rorty argumenta em A Filosofia e o Espelho da Natureza que a filosofia analítica contemporânea imita erroneamente métodos científicos. Além disso, ele denuncia as perspectivas epistemológicas tradicionais do representacionalismo e da teoria da correspondência que se baseiam na independência dos conhecedores e observadores dos fenômenos e na passividade dos fenômenos naturais em relação à consciência.

#### Jean Baudrillard
Jean Baudrillard, em Simulacros e Simulação, introduziu o conceito de que a realidade ou o princípio de "O Real" está em curto-circuito pela permutabilidade de signos em uma época em que os atos comunicativos e semânticos são dominados pela mídia eletrônica e pelas tecnologias digitais. Baudrillard propõe a noção de que, nesse estado, em que os sujeitos são desapegados dos resultados de eventos (políticos, literários, artísticos, pessoais ou outros), os eventos não têm mais influência sobre o assunto nem contexto identificável; eles, portanto, têm o efeito de produzir ampla indiferença, desapego e passividade em populações industrializadas. Ele alegou que um fluxo constante de aparências e referências sem consequências diretas para os espectadores ou leitores poderia eventualmente tornar indiscernível a divisão entre aparência e objeto, resultando, ironicamente, no "desaparecimento" da humanidade no que é, de fato, um estado virtual ou holográfico, composto apenas de aparências. Para Baudrillard, "a simulação não é mais a de um território, um ser referencial ou uma substância. É a geração por modelos de um real sem origem ou realidade: um hiper-real."

### Outros teóricos

#### Fredric Jameson
Fredric Jameson estabeleceu um dos primeiros tratamentos teóricos expansivos do pós-modernismo como período histórico, tendência intelectual e fenômeno social em uma série de palestras no Whitney Museum, posteriormente expandido como Postmodernism, or The Cultural Logic of Late Capitalism (1991).

## Manifestações

### Arquitetura

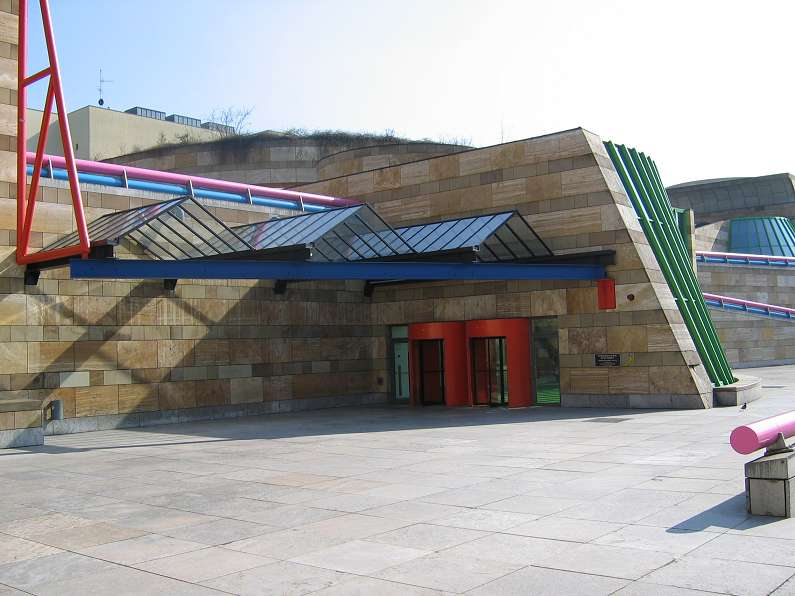
Neue Staatsgalerie (1977-84), Stuttgart, Alemanha, de James Stirling e Michael Wilford, mostrando a mistura eclética de arquitetura clássica e detalhes férreos coloridos.

A ideia do pós-modernismo na arquitetura começou como uma resposta à suavidade percebida e ao fracassado utopismo do movimento moderno. A arquitetura moderna, estabelecida e desenvolvida por Walter Gropius e Le Corbusier, teve como foco:
- a busca de uma perfeição ideal percebida;
- a tentativa de harmonia de forma e função;[70] e
- a dispensa de "ornamento frívolo".[71][72]

Eles defendiam uma arquitetura que representasse o espírito da época, representado na tecnologia de ponta, seja em aviões, carros, transatlânticos ou até silos de grãos supostamente sem arte. O modernista Ludwig Mies van der Rohe está associado à frase "menos é mais".
Os críticos do modernismo têm:
- argumentado que os atributos de perfeição e minimalismo são eles próprios subjetivos;
- apontou anacronismos no pensamento moderno; e,
- questionou os benefícios de sua filosofia.[74]

Os estudos intelectuais sobre pós-modernismo e arquitetura estão intimamente ligados aos escritos do crítico e arquiteto Charles Jencks, começando com palestras no início dos anos 1970 e seu ensaio "The Rise of Post Modern Architecture", de 1975. Sua magnum opus, no entanto, é o livro The Language of Post-Modern Architecture, publicado pela primeira vez em 1977 e desde então tendo se estendido a sete edições. Jencks argumenta que o pós-modernismo (como o modernismo) varia para cada campo da arte, e que para a arquitetura não é apenas uma reação ao modernismo, mas o que ele chama de dupla codificação: "Dupla codificação: a combinação de técnicas modernas com outra coisa (geralmente edifício tradicional) para que a arquitetura se comunique com o público e uma minoria preocupada, geralmente outros arquitetos". Em seu livro "Revisiting Postmodernism", Terry Farrell e Adam Furman argumentam que o pós-modernismo trouxe uma experiência mais alegre e sensual à cultura, particularmente na arquitetura.

### Arte
A arte pós-moderna é um conjunto de movimentos de arte que buscavam contradizer alguns aspectos do modernismo ou alguns que surgiram ou se desenvolveram após. A produção cultural que se manifesta como intermídia, arte de instalação, arte conceitual, exibição desconstrucionista e multimídia, particularmente envolvendo vídeo, é descrita como pós-moderna.

### Design gráfico

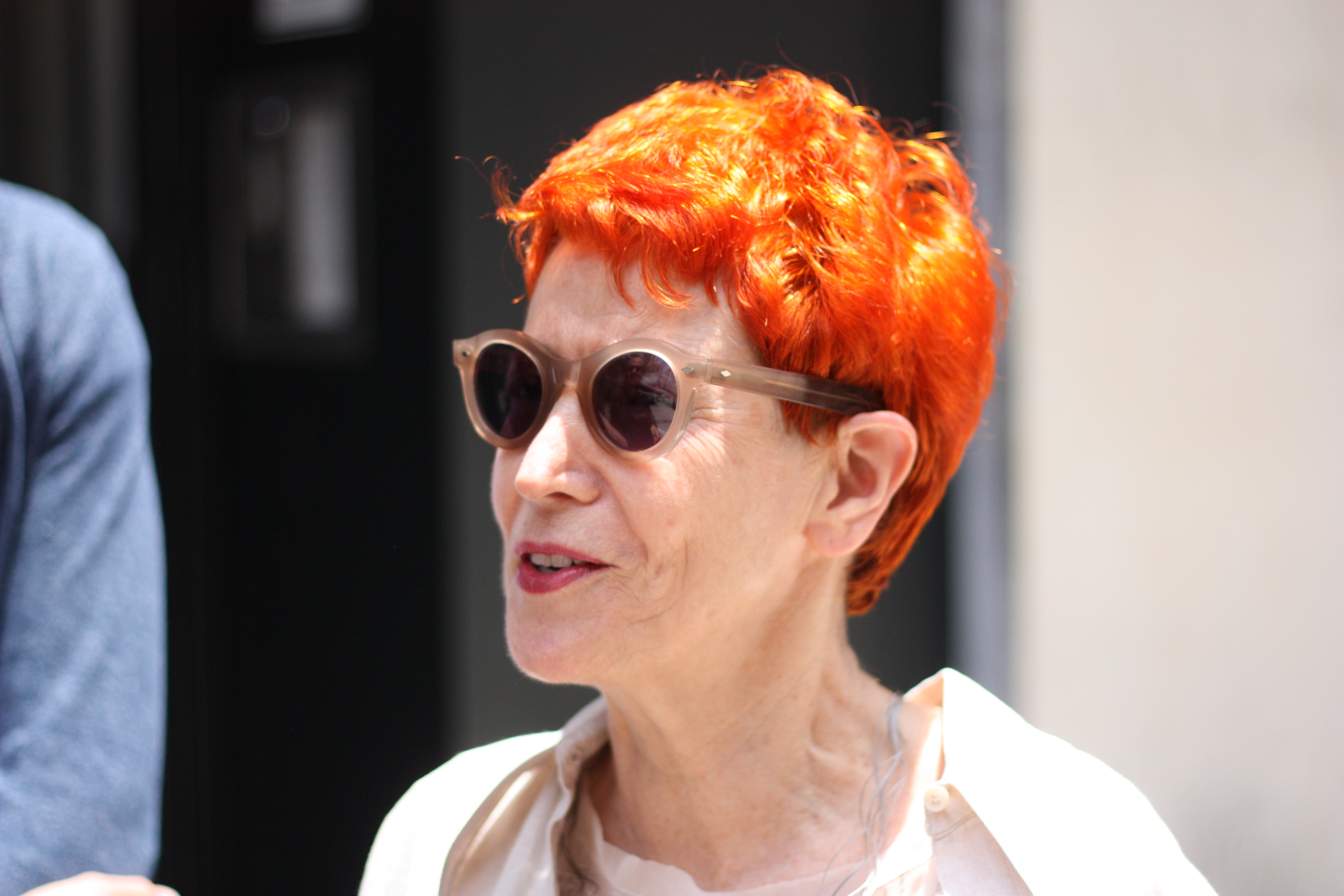
April Greiman

A menção inicial do pós-modernismo como elemento do design gráfico apareceu na revista britânica "Design". Uma característica do design gráfico pós-moderno é que "retro, techno, punk, grunge, praia, beach e pastiche eram todos tendências conspícuas. Cada um tinha seus próprios locais, instalações, detratores e advogados".

### Literatura

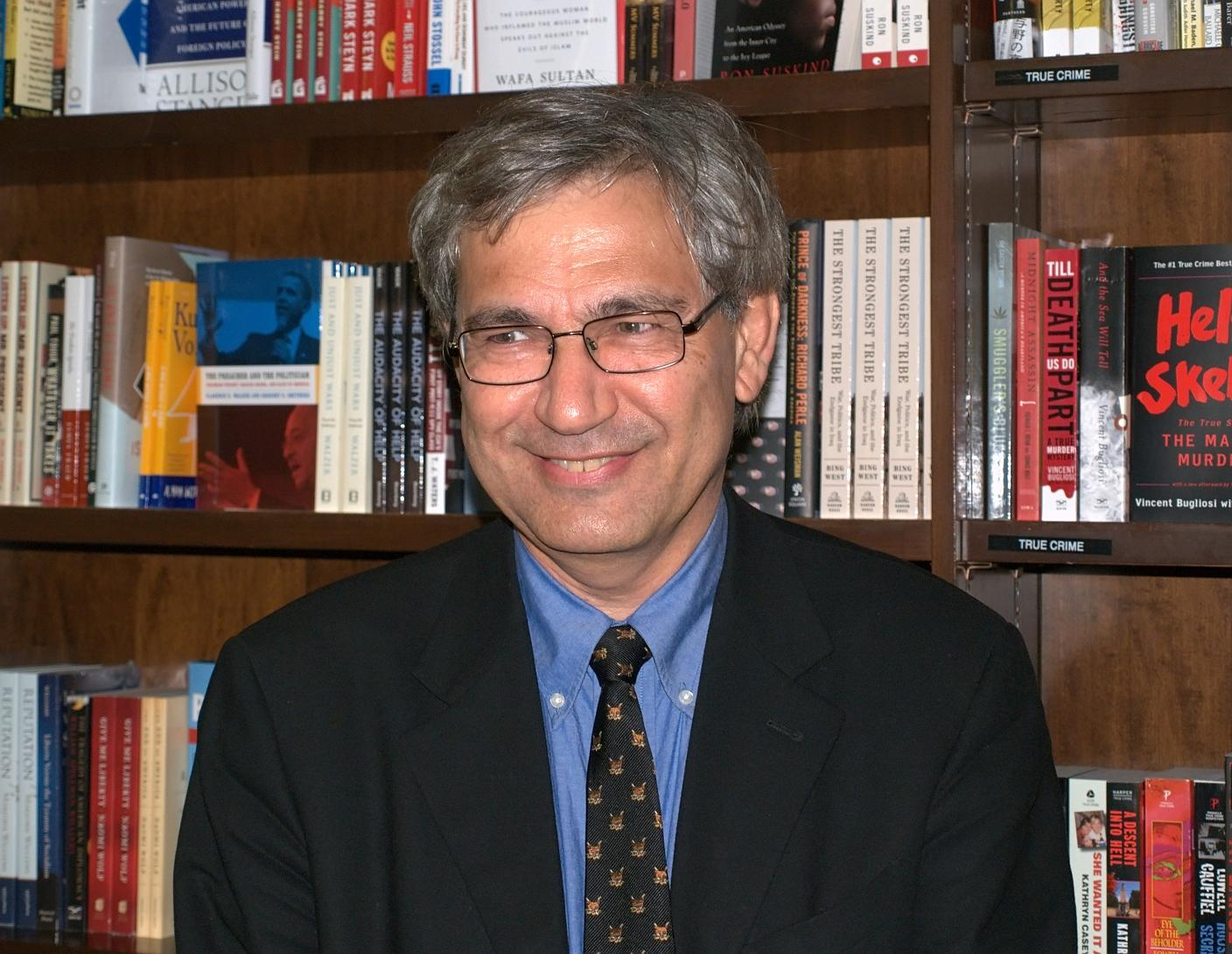
Orhan Pamuk, vencedor do Prêmio Nobel de Literatura de 2006

O conto de Jorge Luis Borges (1939) Pierre Menard, Autor do Quixote, é frequentemente considerado como preditor do pós-modernismo e é um modelo da paródia última. Samuel Beckett também é considerado um precursor e influência importante. Os romancistas comumente conectados à literatura pós-moderna incluem Vladimir Nabokov, William Gaddis, Umberto Eco, Pier Vittorio Tondelli, John Hawkes, William S. Burroughs, Giannina Braschi, Kurt Vonnegut, Dimitris Lyacos, John Barth, Jean Rhys, Donald Barthelme, E. L. Doctorow, Richard Kalich, Jerzy Kosiński, Don DeLillo, Thomas Pynchon (o trabalho de Pynchon também foi descrito como "alto moderno"), Ishmael Reed, Kathy Acker, Ana Lydia Vega, Jáchym Topol e Paul Auster.
Em 1971, o estudioso árabe-americano Ihab Hassan publicou The Dismemberment of Orpheus: Toward a Postmodern Literature, uma obra inicial de crítica literária de uma perspectiva pós-moderna que rastreia o desenvolvimento do que ele chama de "literatura do silêncio" através do Marquês de Sade, Franz Kafka, Ernest Hemingway, Samuel Beckett e muitos outros, incluindo desenvolvimentos como o teatro do absurdo e o nouveau roman.
Em Postmodernist Fiction (1987), Brian McHale detalha a mudança do modernismo para o pós-modernismo, argumentando que o primeiro se caracteriza por um dominante epistemológico e que as obras pós-modernas se desenvolveram a partir do modernismo e se preocupam principalmente com questões de ontologia. O segundo livro de McHale, Constructing Postmodernism (1992), fornece leituras de ficção pós-moderna e alguns escritores contemporâneos que seguem o rótulo de cyberpunk . Sua obra "What Was Postmodernism?" (2007) segue a liderança de Raymond Federman agora no uso do pretérito ao discutir o pós-modernismo.
No Brasil, alguns chegaram a alcunhar de "pós-modernismo" a terceira geração modernista, que incluiria Guimarães Rosa, Clarice Lispector e João Cabral de Melo Neto, mas há opinião de que ainda resta historicamente indefinida essa classificação.

### Música

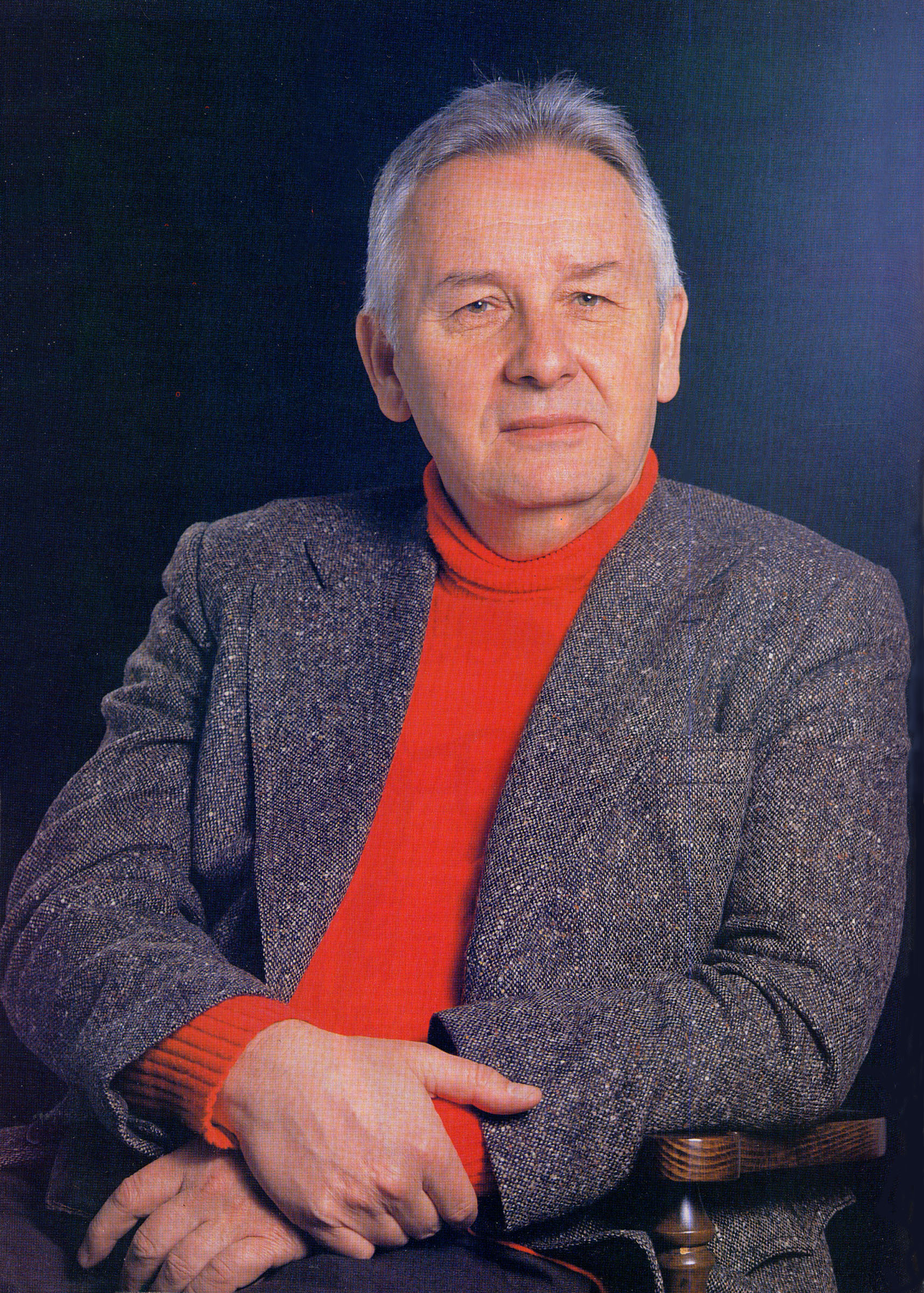
Compositor Henryk Górecki

Jonathan Kramer escreveu que as composições musicais de vanguarda (que alguns considerariam modernistas ao invés de pós-modernistas) "desafiam mais do que seduzem o ouvinte, e elas se estendem por meios potencialmente perturbadores a própria ideia de o que é a música". O impulso pós-moderno na música clássica surgiu na década de 1960 com o advento do minimalismo musical. Compositores como Terry Riley, Henryk Górecki, Bradley Joseph, John Adams, Steve Reich, Philip Glass, Michael Nyman e Lou Harrison reagiram ao elitismo percebido e ao som dissonante do modernismo acadêmico atonal, produzindo música com texturas simples e harmonias relativamente consoantes, enquanto outros, principalmente John Cage, desafiaram as narrativas predominantes de beleza e objetividade comuns ao modernismo.
O autor do pós-modernismo, Dominic Strinati, observou que também é importante "incluir nesta categoria as chamadas inovações musicais do 'art rock' e a mistura de estilos associados a grupos como Talking Heads e artistas como Laurie Anderson, junto com o "reinvenção da música disco" autoconsciente pelos Pet Shop Boys".

### Planejamento urbano
O modernismo procurou projetar e planejar cidades que seguiam a lógica do novo modelo de produção em massa industrial; revertendo a soluções de grande escala, padronização estética e soluções de design pré-fabricadas. Simonsen considera que o modernismo teria corroído a vida urbana por não reconhecer as diferenças e ter como objetivo paisagens homogêneas. O livro de Jane Jacobs, de 1961, The Death and Life of Great American Cities foi uma crítica contínua ao planejamento urbano conforme havia se desenvolvido dentro do Modernismo, e marcou uma transição da modernidade para a pós-modernidade no pensamento sobre o planejamento urbano (Irving 1993, 479).
Dizem que a transição do modernismo para o pós-modernismo aconteceu às 15h32 de 15 de julho de 1972, quando Pruitt–Igoe; um conjunto habitacional para pessoas de baixa renda em St. Louis, projetado pelo arquiteto Minoru Yamasaki, que havia sido uma versão premiada da 'máquina para a vida moderna' de Le Corbusier, foi considerado inabitável e foi demolido (Irving 1993, 480). Desde então, o pós-modernismo envolve teorias que abraçam e visam criar diversidade. Exalta a incerteza, a flexibilidade e a mudança e rejeita o utopismo, enquanto adota uma maneira utópica de pensar e agir. A pós-modernidade da "resistência" procura desconstruir o modernismo e é uma crítica das origens sem necessariamente retornar a elas (Irving 1993, 60). Como resultado do pós-modernismo, os planejadores são muito menos inclinados a reivindicar firme ou firmemente a existência de uma única 'maneira correta' de se envolver no planejamento urbano e são mais abertos a diferentes estilos e ideias de 'como planejar' (Irving 474)
O estudo do urbanismo pós-moderno em si, ou seja, a maneira pós-moderna de criar e perpetuar a forma urbana, e a abordagem pós-moderna para entender a cidade foi pioneira na década de 1980 pelo que poderia ser chamado de "Escola de Geografia de Los Angeles" centrada no Departamento de Planejamento Urbano da UCLA da década de 1980, em que Los Angeles contemporânea era considerada a cidade pós-moderna por excelência, em contraposição às ideias dominantes da Escola de Chicago formada na década de 1920 na Universidade de Chicago, com sua estrutura de "ecologia urbana" e sua ênfase nas áreas funcionais de uso dentro de uma cidade e nos "círculos concêntricos" para entender a classificação de diferentes grupos populacionais. Edward Soja, da Escola de Los Angeles, combinou perspectivas marxistas e pós-modernas e se concentrou nas mudanças econômicas e sociais (globalização, especialização, industrialização/desindustrialização, neoliberalismo, migração em massa) que levam à criação de grandes cidades-regiões com suas colchas de retalhos de grupos populacionais e usos econômicos.

## Críticas
As críticas ao pós-modernismo são intelectualmente diversas, incluindo o argumento de que o pós-modernismo não tem sentido e promove o obscurantismo.
Em parte em referência ao pós-modernismo, o filósofo inglês conservador Roger Scruton escreveu: "Um escritor que diz que não há verdades, ou que toda a verdade é 'meramente relativa', está pedindo para você não acreditar nele. Então não acredite." Da mesma forma, Dick Hebdige criticou a imprecisão do termo, enumerando uma longa lista de conceitos não relacionados que as pessoas designaram como "pós-modernismo", desde "a decoração de uma sala" ou "um vídeo 'scratch'", ao medo do armagedom nuclear e a "implosão de significado", e afirmou que qualquer coisa que pudesse significar todas essas coisas era "um chavão".
O linguista e filósofo Noam Chomsky disse que o pós-modernismo não tem sentido porque não acrescenta nada ao conhecimento analítico ou empírico. Ele pergunta por que os intelectuais pós-modernistas não respondem como as pessoas de outros campos quando perguntados "quais são os princípios de suas teorias, em que evidências eles se baseiam, o que eles explicam que já não era óbvio etc." ? . . . Se [esses pedidos] não puderem ser atendidos, sugiro recorrer ao conselho de Hume em circunstâncias semelhantes: 'às chamas'."
O filósofo cristão William Lane Craig disse: "A ideia de que vivemos em uma cultura pós-moderna é um mito. De fato, uma cultura pós-moderna é uma impossibilidade; seria totalmente inabitável. As pessoas não são relativistas quando se trata de assuntos de ciência, engenharia e tecnologia; ao contrário, são relativistas e pluralistas em questões de religião e ética. Mas, claro, isso não é pós-modernismo; isso é modernismo!"
A acadêmica e esteta americana Camille Paglia disse: "O resultado final de quatro décadas de pós-modernismo permeando o mundo da arte é que há muito pouco trabalho interessante ou importante sendo realizado agora nas artes plásticas. A ironia era uma postura ousada e criativa quando Duchamp fez isso, mas agora é uma estratégia totalmente banal, exausta e tediosa. Os jovens artistas foram ensinados a serem "legais" e "descolados" e, portanto, dolorosamente autoconscientes. Eles não são incentivados a serem entusiasmados, emocionais e visionários. Eles foram afastados da tradição artística pelo ceticismo aleijado sobre a história que foram ensinados por pós-modernistas ignorantes e solipsistas. Em suma, o mundo da arte nunca irá reviver até que o pós-modernismo desapareça. O pós-modernismo é uma praga na mente e no coração."
O filósofo alemão Albrecht Wellmer disse que "o pós-modernismo, na melhor das hipóteses, pode ser visto como uma forma autocrítica - cética, irônica, mas não obstante implacável - de um modernismo além do utopismo, cientificismo e fundacionalismo; em suma, um modernismo pós-metafísico".
Uma crítica acadêmica formal do pós-modernismo pode ser encontrada em Beyond the Hoax, do professor de física Alan Sokal, e em Fashionable Nonsense, de Sokal e do físico belga Jean Bricmont, ambos livros que discutem o chamado caso Sokal. Em 1996, Sokal escreveu um artigo deliberadamente sem sentido em um estilo semelhante aos artigos pós-modernistas, que foi aceito para publicação pela revista de estudos culturais pós-moderna Social Text  No mesmo dia do lançamento, ele publicou outro artigo em uma revista diferente, explicando a farsa do artigo no Social Text. O filósofo Thomas Nagel apoiou Sokal e Bricmont, descrevendo seu livro Fashionable Nonsense como consistindo basicamente de "extensas citações de lero-lero científico de intelectuais franceses de marca, juntamente com explicações assustadoramente pacientes de por que são lero-lero" e concordando que "parece haver algo sobre a cena parisiense que é particularmente hospitaleiro com a verbosidade imprudente".
Um exemplo mais recente da dificuldade de distinguir artefatos sem sentido de uma verdadeira pesquisa acadêmica pós-modernista é o escândalo dos "Grievance Studies".
O psicoterapeuta e filósofo francês Félix Guattari, muitas vezes considerado um "pós-modernista", rejeitou suas suposições teóricas, argumentando que as visões estruturalista e pós-modernista do mundo não eram suficientemente flexíveis para buscar explicações nos domínios psicológico, social e ambiental ao mesmo tempo.
O marxista britânico Alex Callinicos, nascido no Zimbábue, diz que o pós-modernismo "reflete a decepcionada geração revolucionária de 68 e a incorporação de muitos de seus membros à nova classe média 'profissional e gerencial'. É melhor ler como um sintoma de frustração política e mobilidade social do que como um fenômeno intelectual ou cultural significativo por direito próprio".
Christopher Hitchens, em seu livro Why Orwell Matters, escreve, ao defender uma expressão simples, clara e direta de ideias: "A tirania dos pós-modernistas derruba as pessoas pelo tédio e pela prosa semi-alfabetizada".
O filósofo analítico Daniel Dennett disse: "O pós-modernismo, a escola de 'pensamento' que proclamava 'Não há verdades, apenas interpretações', se desenrolou em grande parte no absurdo, mas deixou para trás uma geração de acadêmicos nas humanidades incapacitada por sua desconfiança da própria ideia da verdade e de seu desrespeito pelas evidências, contentando-se com 'conversas' nas quais ninguém está errado e nada pode ser confirmado, apenas afirmado com qualquer estilo que você possa juntar".
O historiador americano Richard Wolin traça as origens do pós-modernismo às raízes intelectuais do fascismo, escrevendo "o pós-modernismo foi nutrido pelas doutrinas de Friedrich Nietzsche, Martin Heidegger, Maurice Blanchot e Paul de Man - todos os quais ou prefiguraram ou sucumbiram à fascinação intelectual proverbial pelo fascismo ".
Richard Caputo, William Epstein, David Stoesz e Bruce Thyer consideram o pós-modernismo um "beco sem saída na epistemologia do trabalho social". Eles escrevem: 
O pós-modernismo continua a ter uma influência prejudicial no trabalho social, questionando o Iluminismo, criticando os métodos de pesquisa estabelecidos e desafiando a autoridade científica. A promoção do pós-modernismo pelos editores da Social Work e do Journal of Social Work Education elevou o pós-modernismo, colocando-o em pé de igualdade com pesquisas orientadas teoricamente e empiricamente. A inclusão do pós-modernismo nas Normas de Política Educacional e Acreditação de 2008 do Conselho de Educação em Serviço Social e sua sequência de 2015 corroem ainda mais a capacidade de construção de conhecimento dos educadores em serviço social. Em relação a outras disciplinas que exploraram métodos empíricos, a estatura do serviço social continuará a diminuir até que o pós-modernismo seja rejeitado em favor de métodos científicos para gerar conhecimento.
H. Sidky apontou o que ele vê como várias "falhas inerentes" de uma perspectiva anti-ciência pós-moderna, incluindo a confusão da autoridade da ciência (evidência) com o cientista que transmite o conhecimento; sua afirmação auto-contraditória de que todas as verdades são relativas; e sua ambiguidade estratégica. Ele vê as abordagens anticientíficas e pseudo-científicas do século XXI, principalmente nos Estados Unidos, enraizadas em um "ataque acadêmico [pós-moderno] de décadas à ciência": 

Muitos dos doutrinados na anticiência pós-moderna tornaram-se líderes políticos e religiosos conservadores, formuladores de políticas, jornalistas, editores de periódicos, juízes, advogados e membros de conselhos municipais e conselhos escolares. Infelizmente, eles esqueceram os ideais elevados de seus professores, exceto o de que a ciência é falsa.